# Astilleros de Sevilla

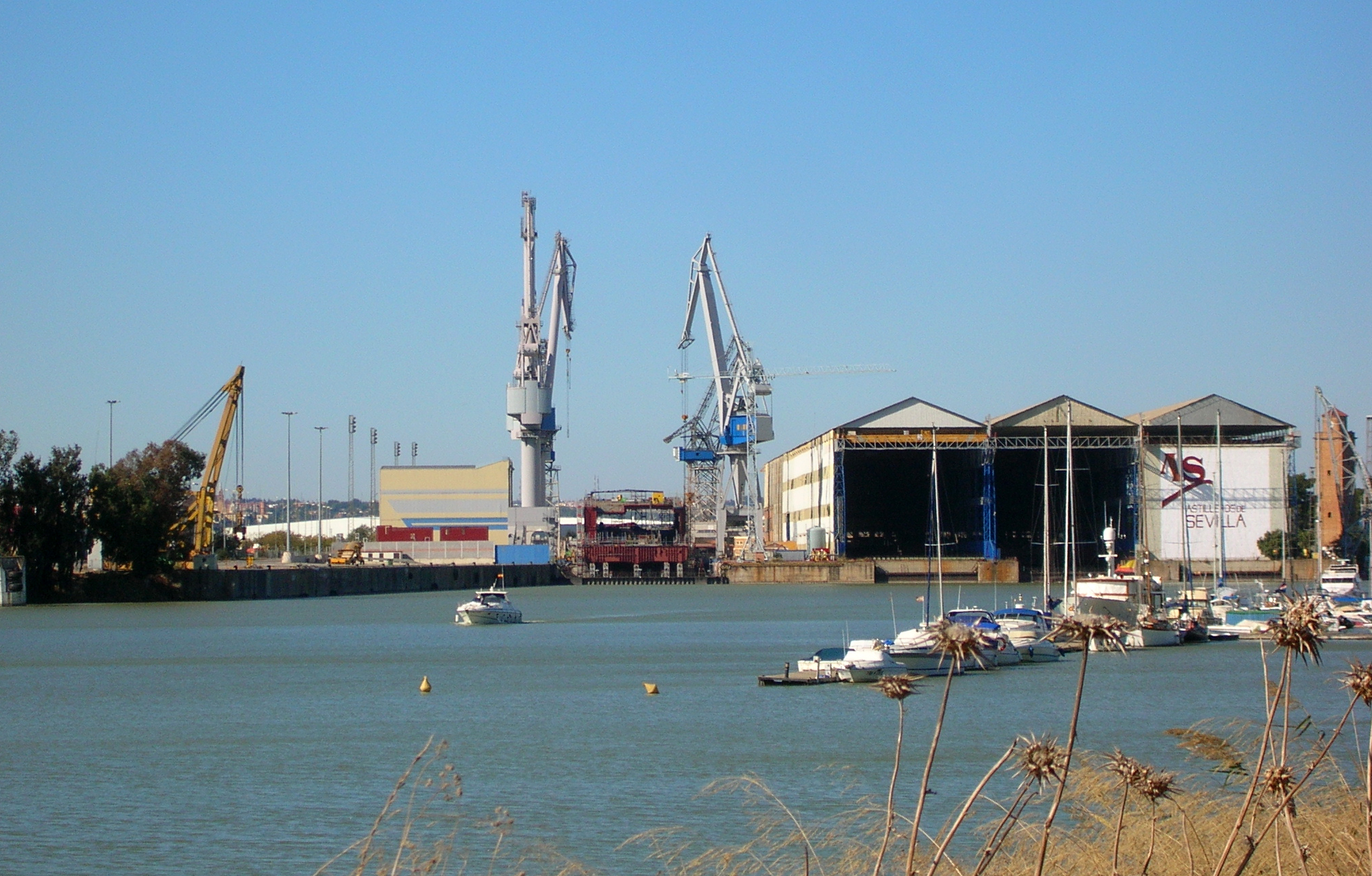
Instalaciones de Astilleros de Sevilla vistas desde la margen opuesta del río.

Los astilleros de Sevilla son una industria creada legalmente en 1944 e inaugurada en 1956, que tiene su sede en las instalaciones del Puerto de Sevilla.

## Instalaciones
El astillero dispone de un dique seco de 143 × 23,5 m, una grada para montaje y botadura de barcos cubierta de 60 × 12 m y un muelle para la finalización de trabajos a flote de 150 m de largo en unas instalaciones que ocupan 19 429 m².
Las instalaciones también poseen dos grúas de gran tonelaje para el montaje de grandes estructuras, que están siendo utilizadas por algunas empresas de ingeniería ubicadas en las instalaciones, diversificando las actividades industriales más allá del sector naval. Entre ellas, la principal es GRI Towers Sevilla, subsidiaria de Gestamp y dedicada a la fabricación de generadores eólicos, que emplea a 400 trabajadores y tiene concesión para utilizar 159 700 metros cuadrados durante 50 años.

## Historia

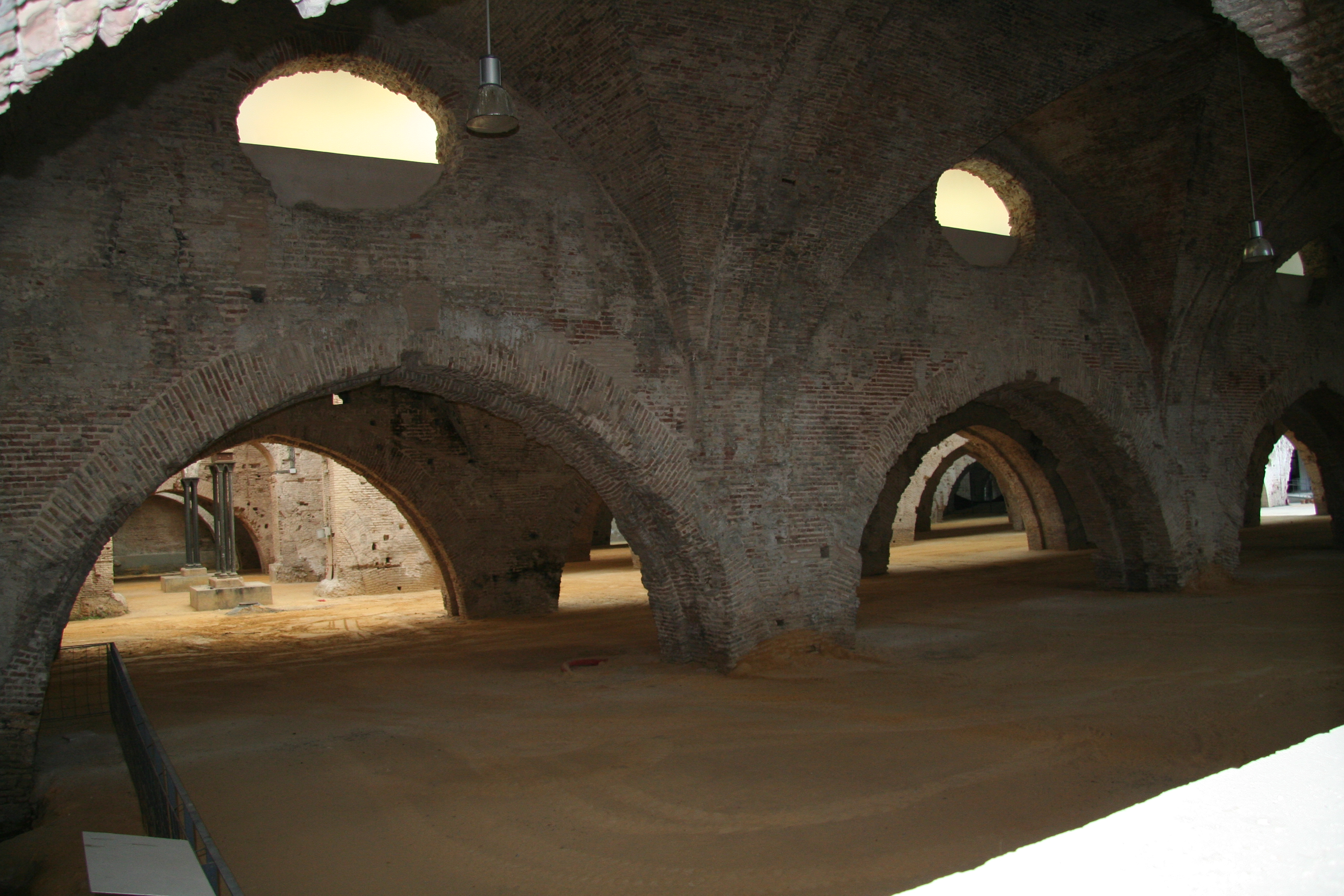
Reales Atarazanas de Sevilla

Plano de la zona portuaria en la que aparece marcada en fucsia la situación del astillero

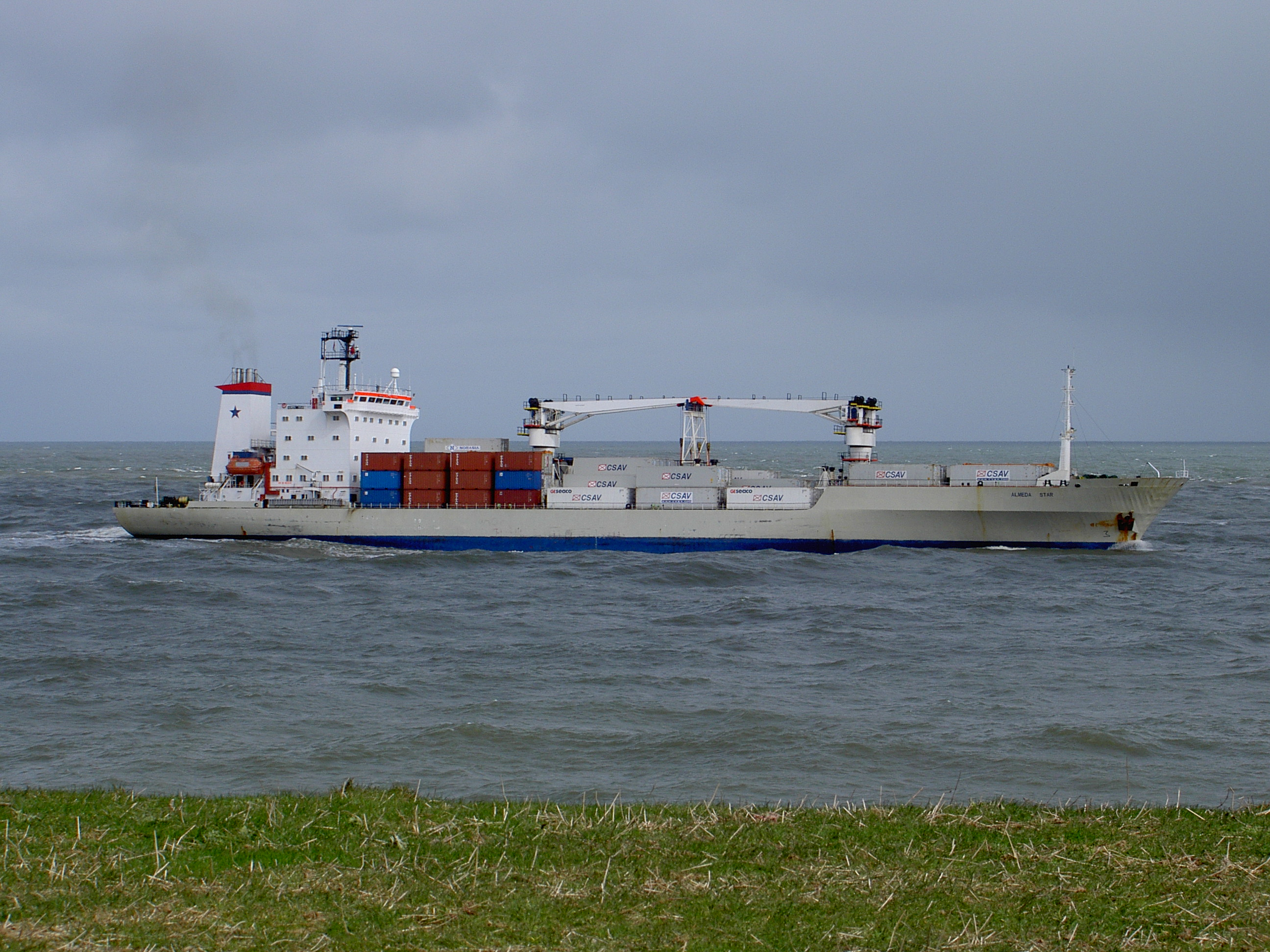
Barco Almeda Star en el Puerto de Róterdam. Esta embarcación fue construida en los astilleros de Sevilla en 1989.

Sevilla ya había tenido una tradición naval importante por contar con un río navegable ochenta kilómetros tierra adentro. Hay constancia de antiguos astilleros romanos y árabes en la ciudad.
En 1252 el rey Alfonso X creó las Atarazanas Reales para la producción de barcos, en lo que hoy es el centro histórico de Sevilla. Esas instalaciones sirvieron posteriormente como almacén y fueron muy útiles durante el monopolio que tuvo Sevilla en el comercio con el Nuevo Mundo, desde 1503 hasta 1717. 
En el siglo XVI consta que la industria naval sevillana no tenía mucho crédito porque la madera de la que se servía para construir barcos no era de buena calidad. El velamen, las cuerdas y otras partes esenciales había que traerlas de fuera. Todo esto impidió que la ciudad tuviese una industria naval potente. Además, por temas de calado, no se podían fabricar barcos de más de 500 toneladas. Por Real Cédula del 16 de junio de 1593 se prohibió que los barcos fabricados en Sevilla se empleasen en las rutas con las Indias. Esta norma tuvo algunas excepciones en el tiempo. El astillero que hubo en el barrio de Triana en los siglos XVI y XVII se dedicó, sobre todo, a fabricar barquitos de pesca, chalupas, gabarras y veloces avisos de 50 toneladas, así como a la reparación de buques.
El Puerto de Sevilla, por su parte, no ha cesado su actividad hasta nuestros días, desplazándose en la actualidad más al sur de dónde se encontraba en la Edad Media y la Edad Moderna.
En 1944 el Instituto Nacional de Industria de España creó los Astilleros de Sevilla. En 1945 se colocó la primera piedra de las instalaciones y en 1955 se botó el primer buque. Esto generó un impacto económico en la ciudad y se creó la barriada Elcano, al sur de la barriada de Heliópolis, donde habitaron los trabajadores de esa industria. Los astilleros fueron inaugurados el 24 de abril de 1956 en una visita de Franco, que aludió en su discurso a las antiguas atarazanas del rey Alfonso.
En 1966 se fusionó con los Astilleros de Cádiz y sufrió momentos de crisis debido a la falta de trabajo. En 1970 se produjo una huelga para exigir un salario de 172 pesetas diarias (1,03 euros). Hubo 23 despidos y medió el gabinete laboralista de Felipe González. Las cosas mejoraron y en 1976 España estuvo entre los cinco primeros productores navales del mundo. La empresa llegó a tener 2 430 empleos directos y a generar 15 000 indirectos. En 1998 se produjo una reconversión del sector que redujo a la mitad el número de empleados. En el año 2006 se produjo la privatización de los Astilleros de Sevilla. La Sociedad Estatal de Participaciones Industriales (SEPI) firmó su venta a una empresa participada por Astilleros de Huelva (80%) y la naviera balear Contenemar (20%), que compró los activos del astillero por 607 200 euros. En 2009 se invirtió 2 millones de euros en reactivar su dique seco, tras 20 años sin estar operativo. En 2010, Astilleros de Huelva entró en concurso de acreedores. El astillero cerró el 1 de enero de 2012 cuando contaba con 58 empleados.
En mayo de 2013, el presidente del Puerto de Sevilla presentó una petición formal para reabrir los astilleros, tras la oferta recibida por parte de Astilleros Contsa Huelva para explotar las citadas instalaciones. En 2013 la empresa utilizó el dique seco para reparar un velero alemán de 100 años, el Alexander von Humboldt. A partir de 2014, el astillero reabrió sus puertas por medio de la empresa Astilleros del Gualquivir, emparentada con Astilleros Contsa Huelva. Durante el año 2016 se construyeron dos barcos nuevos y se repararon 12.
En marzo de 2017 el 90% de las acciones de Astilleros del Guadalquivir fueron adquiridos por la empresa eslovena Pulchra Mare. que adquirió poco después el 10% restante y absorbió la deuda que mantenía el anterior concesionario.